# Our Last Crusade or the Rise of a New World
Kimi to boku no saigo no senjō, arui wa sekai ga hajimaru seisen (キミと僕の最後の戦場、あるいは世界が始まる聖戦, litt. « Le dernier champ de bataille entre toi et moi, ou bien la guerre sainte d'un nouveau monde »), abrégée en Kimisen (キミ戦), est une série de light novel écrite par Kei Sazane et illustrée par Ao Nekonabe. Elle est aussi connue sous son nom anglais Our Last Crusade or the Rise of a New World (litt. « Notre dernière croisade ou l'ascension d'un nouveau monde »). L'histoire suit les personnages d'Iska et d'Alice qui sont respectivement un épéiste et une princesse sorcière appartenant chacun à deux nations distinctes et hostiles que sont l'Empire et Nebulis ; et au fur et à mesure, bien qu'ils soient des ennemis jurés, ces deux-là sympathisent et ont le même but : un monde idéal en paix.
Elle est éditée en light novel par Kadokawa, avec sa collection Fujimi Fantasia Bunko, depuis mai 2017. Une adaptation en manga par okama est publiée dans le magazine Young Animal entre décembre 2017 et mars 2021. Une adaptation en série télévisée d'animation par Silver Link est diffusée entre le 7 octobre et le 23 décembre 2020. Une deuxième saison commence le 10 juillet 2024, mais sa diffusion est interrompue après le 4e épisode. 

## Synopsis
Depuis cent ans, une guerre sans fin fait rage entre l'Empire (帝国, Teikoku), une nation militariste à la puissance scientifique avancée, et le « pays des Sorcières » connu sous le nom d'État souverain de Nebulis (ネビュリス皇庁, Nebyurisu ōchō), qui compte parmi ses rangs les plus puissants utilisateurs de magie. D'un côté, Iska a été choisi comme « saint Apôtre » (使徒聖, Shito sei), faisant de lui le membre le plus jeune de l'histoire et une des personnalités les plus puissantes de l'Empire, tandis que de l'autre, la deuxième princesse Aliceliese est reconnue comme la plus puissante sorcière de Nebulis en étant surnommée « la Sorcière des glaces funestes » ; ces derniers se rencontrent sur le champ de bataille, déterminés à s'entretuer. 
Cependant, même en tant qu'ennemis, tous deux entretiennent un désir secret de mettre fin pacifiquement à la guerre entre leurs deux nations sans autre effusion de sang. Alors que les circonstances les amènent à se réunir sans arrêt, Iska et Alice commencent à se demander s'ils peuvent d'abord trouver la paix entre eux, et à travers cela, créer un chemin pour mettre fin à cette guerre une fois pour toutes.

## Personnages

### Personnages principaux
Iska (イスカ, Isuka)
Voix japonaise : Yūsuke Kobayashi,
Protagoniste de la série, il est un jeune soldat appartenant à l'Empire. Il utilise une paire d'épées spéciales noires et blanches, appelée « Épées astrales » (星剣, Seiken), que seul le successeur de l'Acier noir (黒鋼, Kurogane) puisse les maîtriser.
Il était le plus jeune de l'histoire à atteindre le statut des plus puissants de l'armée impériale, dit « saint Apôtre » (使徒聖, Shito sei), avant d'être déchu de son titre pour avoir aidé une détentrice d'élémentaire astral à s'enfuir de sa prison. Les dirigeants de l'Empire lui ont accordé une nouvelle chance, à condition qu'il tue une certaine sorcière de sang-pur. Cependant, Iska cherche à trouver un moyen de mettre fin à la guerre en cours sans autre effusion de sang.
Bien qu'il reconnaît Alice comme un adversaire à sa mesure, ils sont souvent confrontés à une situation dans laquelle ils se battent en collaboration en plus d'avoir des goûts culinaires et artistiques semblables.
Aliceliese Lou Nebulis IX (アリシーゼ・ルー・ネブリス・九世, Arishīze Rū Neburisu Kyū-sei)
Voix japonaise : Sora Amamiya,
L'héroïne de la série, elle est la deuxième princesse de la Souveraineté de Nebulis. Elle est plus couramment appelée Alice. Elle est une puissante détentrice « d'élémentaires astraux » (星霊, Seirei) prédominant de glace, au point d'être redoutée par l'Empire qui la surnomme « la Sorcière des glaces funestes » (氷禍の魔女, Hyōka no majo).
Elle reconnaît Iska comme un bon adversaire lors d'un affrontement, et après l'avoir rencontré à plusieurs reprises, elle commence à développer des sentiments pour lui et tente même de le recruter pour sa cause. Comme Iska, elle cherche tranquillement à mettre fin à la guerre entre leurs deux pays sans autre effusion de sang. Cependant, ces idéaux soulèvent des tensions avec sa mère, qui ne voit aucun chemin vers la paix avec l'Empire, allant même jusqu'à brûler des œuvres d'art dans sa chambre personnelle qui ont été réalisées au sein de l'Empire.
Mismis Klass (ミスミス・クラス, Misumisu Kurasu)
Voix japonaise : Nao Shiraki (ja),
La capitaine de la 907e unité de la 3e brigade de défense de l'armée impériale, auquel appartient Iska. En dépit d'être âgée de 22 ans, elle peut être confondue avec un enfant à cause de sa petite taille et de son visage enfantin. Elle fournit toujours un soutien moral à ses camarades d'unité bien qu'elle agisse comme une empotée. En tant que soldat, elle n'est pas la plus brillante, notamment en réussissant l'examen de promotion de commandant de justesse.
Jhin Syulargun (ジン・シュラルガン, Jin Shurarugan)
Voix japonaise : Shunichi Toki (ja),
Un tireur d'élite dans le même peloton qu'Iska. Il a également été formé par le même professeur qu'Iska. Sa famille tient un atelier d'armes à feu. Il peut être sarcastique en plus d'être une langue de vipère.
Nene Alkastone (音々・アルカストーネ, Nene Arukasutōne)
Voix japonaise : Kaori Ishihara,
Une technicienne en communication dans le même peloton qu'Iska. Contrairement à son apparence, elle est douée pour développer des armes et s'est fait un nom en tant que mécanicien de première classe dans la capitale impériale. Elle apprécie Iska et le considère comme son frère.

### L'Empire
Risya In Empire (璃洒・イン・エンパイア, Risia In Enpaia)
Voix japonaise : Ayana Taketatsu,
Le cinquième saint Apotre de l'Empire.
Nameless (ネームレス, Nēmuresu)
Voix japonaise : Jun Kasama (ja),
Un assassin qui est le huitième saint Apotre.

### L'État souverain de Nebulis
Rin Vispose (燐・ヴィスポーズ, Rin Visupōzu)
Voix japonaise : Yumiri Hanamori (ja),
La domestique proche d'Alice, elle fait partie à l'origine d'une unité de protection du Palais Royal, au service de la famille royale. Elle excelle dans toutes sortes d'arts martiaux, y compris l'assassinat, et dispose aussi de l'habileté d'utiliser un élémentaire astral de terre. Elle possède un inventaire de divers armes dissimulés sous ses vêtements.
Sisbell Lou Nebulis IX (シスベル・ルゥ・ネビュリス9世, Shisuberu Ruu Nebyurisu Kyū-sei)
Voix japonaise : Azumi Waki,
La petite sœur d'Alice qui a été retenue captive au sein de l'Empire jusqu'à sa libération grâce à Iska un an avant le début de l'histoire. Elle dispose d'élémentaires temporels, lui permettant de voir des choses qui se sont produites jusqu'à 200 ans dans le passé, à moins de 3 kilomètres autour d'elle. Elle pense qu'une menace rode autour de sa famille que seul Iska peut l'aider à neutraliser.
Millavair Lou Nebulis VIII (ミラベア・ルゥ・ネビュリス8世, Mirabea Ruu Nebyurisu Hachi-sei)
Voix japonaise : Aya Hisakawa,
L'actuelle reine de l'État souverain de Nebulis.
Elletear Lou Nebulis IX (イリーティア・ルゥ・ネビュリス9世, Kisshingu Zoa Nebyurisu Kyū-sei)
Voix japonaise : Miyuki Sawashiro
La sœur aînée d'Alice et Sisbell.
Sire Masqué, On (仮面卿オン, Kamen kyō On)
Voix japonaise : Hikaru Midorikawa,
Le chef par intérim de la famille Zoa.
Kissing Zoa Nebulis IX (キッシング・ゾア・ネビュリス9世, Kisshingu Zoa Nebyurisu Kyū-sei)
Voix japonaise : Konomi Kohara,
Une sang-pur de la famille Zoa. Elle a le pouvoir de déconstruire et de reconstruire la matière.

## Productions et supports

### Light novel
La série des light novel Kimi to boku no saigo no senjō, arui wa sekai ga hajimaru seisen (キミと僕の最後の戦場、あるいは世界が始まる聖戦) est écrite par Kei Sazane et illustrée par Ao Nekonabe. Kadokawa, avec sa collection Fujimi Fantasia Bunko, édite les romans depuis mai 2017 ; à ce jour, seize volumes principaux ont été publiés. Une compilation d'histoires courtes précédemment publiées dans le Dragon Magazine est sortie en juillet 2020 ; une seconde compilation est sortie en décembre 2020 ; une troisième compilation est sortie en août 2022.
En Amérique du Nord, la maison d'édition Yen Press édite la version anglaise sous le titre Our Last Crusade or the Rise of a New World depuis juillet 2019,.

#### Liste des volumes
| no  | Japonais          | Japonais          |
| no  | Date de sortie    | ISBN              |
| --- | ----------------- | ----------------- |
| 1   | 20 mai 2017       | 978-4-04-072307-5 |
| 2   | 20 juillet 2017   | 978-4-04-072308-2 |
| 3   | 20 décembre 2017  | 978-4-04-072518-5 |
| 4   | 20 avril 2018     | 978-4-04-072519-2 |
| 5   | 17 août 2018      | 978-4-04-072866-7 |
| 6   | 20 décembre 2018  | 978-4-04-072867-4 |
| 7   | 18 septembre 2019 | 978-4-04-073179-7 |
| 8   | 20 décembre 2019  | 978-4-04-073181-0 |
| 9   | 17 avril 2020     | 978-4-04-073182-7 |
| SF  | 17 juillet 2020   | 978-4-04-073730-0 |
| 10  | 17 octobre 2020   | 978-4-04-073729-4 |
| SF2 | 19 décembre 2020  | 978-4-04-073731-7 |
| 11  | 20 mai 2021       | 978-4-04-074077-5 |
| 12  | 20 octobre 2021   | 978-4-04-074078-2 |
| 13  | 19 mars 2022      | 978-4-04-074443-8 |
| SF3 | 20 août 2022      | 978-4-04-074617-3 |
| 14  | 20 décembre 2022  | 978-4-04-074444-5 |
| 15  | 20 juin 2023      | 978-4-04-074980-8 |
| 16  | 19 octobre 2024   | 978-4-04-074981-5 |

### Manga
Une adaptation en manga, dessinée par okama, est lancée dans le 10e numéro de 2018 du magazine de prépublication de Shōnen manga Young Animal, paru le 11 mai 2018. Le 43e et dernier chapitre est publié dans le 6e numéro de 2021, sorti le 12 mars 2021. Les chapitres sont rassemblés et édités dans le format tankōbon par Hakusensha avec le premier volume publié en octobre 2018 ; au total, la série comportera sept volumes reliés.
En Amérique du Nord, Yen Press a également acquis les droits pour la version anglaise du manga sous le titre Our Last Crusade or the Rise of a New World et l'édite depuis juillet 2019,.

#### Liste des volumes
| no | Japonais          | Japonais          |
| no | Date de sortie    | ISBN              |
| -- | ----------------- | ----------------- |
| 1  | 26 décembre 2018  | 978-4-592-16301-5 |
| 2  | 29 mai 2019       | 978-4-592-16302-2 |
| 3  | 26 décembre 2019  | 978-4-592-16303-9 |
| 4  | 29 juillet 2020   | 978-4-592-16304-6 |
| 5  | 29 septembre 2020 | 978-4-592-16305-3 |
| 6  | 25 décembre 2020  | 978-4-592-16306-0 |
| 7  | 28 avril 2021     | 978-4-592-16307-7 |

### Anime
Une adaptation en une série télévisée d'animation a été annoncée lors de l'événement Fantasia Bunko Daikanshasai 2019 (ファンタジア文庫大感謝祭2019) le 20 octobre 2019,. Celle-ci est réalisée par Shin Ōnuma et Mirai Minato chez SILVER LINK. avec les scripts écrits par Kento Shimoyama et les character designs de Kaori Sato qui est également le directeur d'animation,. Celle-ci est diffusée entre le 7 octobre et le 23 décembre 2020 sur AT-X, et un peu plus tard sur Tokyo MX, ABC, TVA et BS11,. Douze épisodes composent la série, répartis dans six coffrets Blu-ray/DVD.
Funimation a acquis les droits de diffusion de la série et la diffuse sur sa plateforme en Amérique du Nord et dans les îles Britanniques, et sur AnimeLab en Australie et en Nouvelle-Zélande. Wakanim détient les droits de diffusion en simulcast de la série dans les pays francophones ; mais également dans les pays germanophones européens, russophones et dans les pays nordiques,,.
La chanson de l'opening, intitulée Against., est interprétée par Kaori Ishihara, tandis que celle de l'ending, Kōri no torikago (氷の鳥籠), est interprétée par Sora Amamiya,
Le 1er octobre 2021, un seconde saison à l'adaptation animé est annoncée. Initialement prévu pour une diffusion courant 2023, elle est une première fois reportée à 2024. Elle est réalisée par Yuki Inaba chez Studio Palette et Silver Link, avec Kaori Yoshikawa en charge du design des personnages. La diffusion commence le 10 juillet 2024 sur Tokyo MX, ABC TV, BS11 et AT-X. Quelques semaines plus tard, la diffusion du cinquième épisode est reportée sine die, afin de garantir la qualité de la production. La sortie des Blu-ray/DVD est également suspendue. La diffusion reprend depuis le début, à l'occasion de la saison de printemps 2025, le 10 avril 2025.
La chanson de l'opening de cette deuxième saison, intitulée Senaka Awase, est interprétée par AliA, tandis que celle de l'ending, Para Bellum, est interprétée par Sizuk.

#### Liste des épisodes
Saison 1
| No | Titre français                                                                         | Titre japonais                 | Titre japonais                              | Date de 1re diffusion |
| No | Titre français                                                                         | Kanji                          | Rōmaji                                      | Date de 1re diffusion |
| -- | -------------------------------------------------------------------------------------- | ------------------------------ | ------------------------------------------- | --------------------- |
| 1  | Rencontre fortuite- Les armes ultimes de deux nations -                                | 邂逅―２つの国の最終兵器―       | Kaigō- Futatsu no kuni no saishū heiki -    | 4 octobre 2020        |
| 2  | Rencontre fortuite- Dans la peau de nos ennemis -                                      | 邂逅―僕とわたしが出会った敵は― | Kaigō- Boku to watashi ga deatta teki wa -  | 11 octobre 2020       |
| 3  | Rencontre fortuite- Le Successeur de l'Acier noir et la Sorcière des glaces funestes - | 邂逅―黒鋼の後継と氷禍の魔女―   | Kaigō- Kurogane no kōkei to Hyōka no majo - | 18 octobre 2020       |
| 4  | Intersection- La bataille pour le vortex -                                             | 交差―ボルテックス攻防―         | Kōsa- Borutekkusu kōbō -                    | 25 octobre 2020       |
| 5  | Intersection- L'activation du vortex -                                                 | 交差―ボルテックス覚醒―         | Kōsa- Borutekkusu kakusei -                 | 1er novembre 2020     |
| 6  | Le Paradis- L'erreur de calcul de Rin -                                                | 楽園―燐の大誤算―               | Rakuen- Rin no dai gosan -                  | 8 novembre 2020       |
| 7  | Le Paradis- La plus longue nuit d'Alice -                                              | 楽園―アリスの一番長い夜―       | Rakuen- Arisu no ichiban nagaiyo -          | 15 novembre 2020      |
| 8  | Le Paradis- Le démon suprême -                                                         | 楽園―超越の魔人―               | Rakuen- Chōetsu no majin -                  | 22 novembre 2020      |
| 9  | Le Paradis- Iska -                                                                     | 楽園―イスカ―                   | Rakuen- Isuka -                             | 29 novembre 2020      |
| 10 | Le Départ- La fille qui priait les astres -                                            | 始動―星に願う少女―             | Shidō- Hoshi ni negau shōjo -               | 6 décembre 2020       |
| 11 | Le Départ- La chasse à la sorcière -                                                   | 始動―魔女狩り―                 | Shidō- Majokari -                           | 13 décembre 2020      |
| 12 | Le Départ- Ou les deux rivaux façonnant un nouveau monde -                             | 始動―あるいは世界を始める２人― | Shidō― Aruiwa sekai o hajimeru futari ―     | 20 décembre 2020      |

Saison 2
| No | Titre français                                          | Titre japonais | Titre japonais | Date de 1re diffusion |
| No | Titre français                                          | Kanji          | Rōmaji         | Date de 1re diffusion |
| -- | ------------------------------------------------------- | -------------- | -------------- | --------------------- |
| 1  | Sorcière - Le destin des astres -                       |                |                | 10 juillet 2024       |
| 2  | Sorcière - Guerre entre sœurs -                         |                |                | 17 juillet 2024       |
| 3  | Sorcière - Danse de la lune, des étoiles et du soleil - |                |                | 24 juillet 2024       |
| 4  | Liens du sang - Je m'appelle Elletear -                 |                |                | 31 juillet 2024       |
| 5  | Liens du sang - La guerre des sœurs -                   |                |                | 8 mai 2025            |

### Œuvres
Édition japonaise
Light novel
1. 1 2  (ja) « キミと僕の最後の戦場、あるいは世界が始まる聖戦１ », sur Fujimi Fantasia Bunko
2. 1 2  (ja) « キミと僕の最後の戦場、あるいは世界が始まる聖戦２ », sur Fujimi Fantasia Bunko
3. 1 2  (ja) « キミと僕の最後の戦場、あるいは世界が始まる聖戦３ », sur Fujimi Fantasia Bunko
4. 1 2  (ja) « キミと僕の最後の戦場、あるいは世界が始まる聖戦４ », sur Fujimi Fantasia Bunko
5. 1 2  (ja) « キミと僕の最後の戦場、あるいは世界が始まる聖戦５ », sur Fujimi Fantasia Bunko
6. 1 2  (ja) « キミと僕の最後の戦場、あるいは世界が始まる聖戦６ », sur Fujimi Fantasia Bunko
7. 1 2  (ja) « キミと僕の最後の戦場、あるいは世界が始まる聖戦７ », sur Fujimi Fantasia Bunko
8. 1 2  (ja) « キミと僕の最後の戦場、あるいは世界が始まる聖戦８ », sur Fujimi Fantasia Bunko
9. 1 2  (ja) « キミと僕の最後の戦場、あるいは世界が始まる聖戦９ », sur Fujimi Fantasia Bunko
10. 1 2  (ja) « キミと僕の最後の戦場、あるいは世界が始まる聖戦　Secret File », sur Fujimi Fantasia Bunko
11. 1 2  (ja) « キミと僕の最後の戦場、あるいは世界が始まる聖戦１０ », sur Fujimi Fantasia Bunko
12. 1 2  (ja) « キミと僕の最後の戦場、あるいは世界が始まる聖戦　Secret File２ », sur Fujimi Fantasia Bunko
13. 1 2  (ja) « キミと僕の最後の戦場、あるいは世界が始まる聖戦11 », sur Fujimi Fantasia Bunko
14. 1 2  (ja) « キミと僕の最後の戦場、あるいは世界が始まる聖戦12 », sur Fujimi Fantasia Bunko
15. 1 2  (ja) « キミと僕の最後の戦場、あるいは世界が始まる聖戦13 », sur Fujimi Fantasia Bunko
16. 1 2  (ja) « キミと僕の最後の戦場、あるいは世界が始まる聖戦　Secret File3 », sur Fujimi Fantasia Bunko
17. 1 2  (ja) « キミと僕の最後の戦場、あるいは世界が始まる聖戦14 », sur Fujimi Fantasia Bunko
18. 1 2  (ja) « キミと僕の最後の戦場、あるいは世界が始まる聖戦15 », sur Fujimi Fantasia Bunko
19. 1 2  (ja) « キミと僕の最後の戦場、あるいは世界が始まる聖戦16 », sur Kadokawa Shoten

Manga
1. 1 2  (ja) « キミと僕の最後の戦場、あるいは世界が始まる聖戦 １ », sur Hakusensha
2. 1 2  (ja) « キミと僕の最後の戦場、あるいは世界が始まる聖戦 ２ », sur Hakusensha
3. 1 2  (ja) « キミと僕の最後の戦場、あるいは世界が始まる聖戦 ３ », sur Hakusensha
4. 1 2  (ja) « キミと僕の最後の戦場、あるいは世界が始まる聖戦 ４ », sur Hakusensha
5. 1 2  (ja) « キミと僕の最後の戦場、あるいは世界が始まる聖戦 ５ », sur Hakusensha
6. 1 2  (ja) « キミと僕の最後の戦場、あるいは世界が始まる聖戦 ６ », sur Hakusensha
7. 1 2  (ja) « キミと僕の最後の戦場、あるいは世界が始まる聖戦 ７ », sur Hakusensha